# 78. vestlige længdekreds
Den 78. vestlige længdekreds (eller 78 grader vestlig længde) er en længdekreds, der ligger 78 grader vest for nulmeridianen. Den løber gennem Ishavet, Nordamerika, Atlanterhavet, Caribien, Mellemamerika, Sydamerika, Stillehavet, det Sydlige Ishav og Antarktis.